# Neochlamisus bebbianae
Neochlamisus bebbianae es una especie de escarabajo verrugoso de la familia Chrysomelidae. Fue descrita científicamente por Brown en 1943.